# (541056) 2018 CQ6
(541056) 2018 CQ6 es un asteroide perteneciente al cinturón de asteroides descubierto el 19 de enero de 2009 por el equipo del Mount Lemmon Survey desde el Observatorio del Monte Lemmon, Arizona, Estados Unidos.

## Designación y nombre
Designado provisionalmente como 2018 CQ6.

## Características orbitales
2018 CQ6 está situado a una distancia media del Sol de 2,747 ua, pudiendo alejarse hasta 3,239 ua y acercarse hasta 2,256 ua. Su excentricidad es 0,178 y la inclinación orbital 28,40 grados. Emplea 1663,81 días en completar una órbita alrededor del Sol.

## Características físicas
La magnitud absoluta de 2018 CQ6 es 16,5. 